# Le Conquérant (Q171)
| «Ле Конкеран» (Q171)                                           | «Ле Конкеран» (Q171) | «Ле Конкеран» (Q171) |
| -------------------------------------------------------------- | --- | --- |
| Le Conquérant (Q171)                                           | | |
|                                                                | | |
| Французький підводний човен «Аякс», однотипний з «Ле Конкеран» | | |
| Верф                                                           | Ateliers et Chantiers de la Loire, Нант | Ateliers et Chantiers de la Loire, Нант |
| Під прапором                                                   | Франція | Франція |
| Належність                                                     | Військово-морські сили Франції | Військово-морські сили Франції |
| Порт приписки                                                  | Тулон Касабланка | Тулон Касабланка |
| Закладений                                                     | 16 серпня 1930 | 16 серпня 1930 |
| Спуск на воду                                                  | 26 червня 1934 | 26 червня 1934 |
| Введений до складу флоту                                       | 7 вересня 1936 | 7 вересня 1936 |
| На службі                                                      | 1936—1942 | 1936—1942 |
| Загибель                                                       | 13 листопада 1942 року поблизу Дахли затоплений американськими патрульними протичовновими літаками «Каталіна» | 13 листопада 1942 року поблизу Дахли затоплений американськими патрульними протичовновими літаками «Каталіна» |
| Сучасний статус                                                | затоплений | затоплений |
| Бойовий досвід                                                 | Друга світова війна Битва за Атлантику Операція «Смолоскип» | Друга світова війна Битва за Атлантику Операція «Смолоскип» |
| Проєкт                                                         | | |
| Тип ПЧ                                                         | крейсерський підводний човен | крейсерський підводний човен |
| Основні характеристики                                         | | |
| Швидкість (надводна)                                           | 17,5 вузлів (32,4 км/год) | 17,5 вузлів (32,4 км/год) |
| Швидкість (підводна)                                           | 10 вузлів (18,6 км/год) | 10 вузлів (18,6 км/год) |
| Робоча глибина занурення                                       | 75 м | 75 м |
| Автономність плавання                                          | 14 000 миль (26 000 км) на швидкості 7 вузлів (надводна) 10 000 миль (18 600 км) на швидкості 10 вузлів (надводна) 4 000 миль (7 000 км) на швидкості 17 вузлів (надводна) 90 миль (170 км) на швидкості 7 вузлів (підводна) | 14 000 миль (26 000 км) на швидкості 7 вузлів (надводна) 10 000 миль (18 600 км) на швидкості 10 вузлів (надводна) 4 000 миль (7 000 км) на швидкості 17 вузлів (надводна) 90 миль (170 км) на швидкості 7 вузлів (підводна) |
| Екіпаж                                                         | 71 офіцер та матрос | 71 офіцер та матрос |
| Розміри                                                        | | |
| Довжина найбільша (по КВЛ)                                     | 92,30 м | 92,30 м |
| Ширина корпусу найб.                                           | 8,1 м | 8,1 м |
| Середня осадка (по КВЛ)                                        | 4,4 — 4,7 м | 4,4 — 4,7 м |
| Водотоннажність надводна                                       | 1572 т | 1572 т |
| Силова установка                                               | | |
| Дизель-електрична: 2 × дизельні двигуни 2 × електродвигуни     | | |
| Гвинти                                                         | 2 | 2 |
| Потужність                                                     | 2 × 3000 к.с. (дизелі) 2 × 1200 к. с. (електродвигуни) | 2 × 3000 к.с. (дизелі) 2 × 1200 к. с. (електродвигуни) |
| Озброєння                                                      | | |
| Артилерія                                                      | 1 × 100-мм гармата | 1 × 100-мм гармата |
| Торпедно- мінне озброєння                                      | 9 × 550-мм торпедних апаратів 2 × 400-мм торпедних апарати 13 торпед | 9 × 550-мм торпедних апаратів 2 × 400-мм торпедних апарати 13 торпед |
| ППО                                                            | 1 × 13,2-мм великокаліберний кулемет M1929 | 1 × 13,2-мм великокаліберний кулемет M1929 |

«Ле Конкеран» (Q171) (фр. Le Conquérant (Q171) — військовий корабель, великий океанський підводний човен типу «Редутабль» військово-морських сил Франції часів Другої світової війни.
Підводний човен «Ле Конкеран» був закладений 16 серпня 1930 року на верфі компанії Ateliers et Chantiers de la Loire у Нанті. 26 червня 1934 року він був спущений на воду, а 7 вересня 1936 року увійшов до складу ВМС Франції.

## Історія служби
Підводний човен проходив службу в лавах французького флоту. На початок Другої світової війни «Ле Конкеран» перебував на службі в Середземноморському флоті у складі 1-го дивізіону 3-ї ескадри 1-ї флотилії підводних човнів у Тулоні (разом із «Ле Тоннант», «Ле Глор'є» та «Ле Еро»).
На початку листопада 1939 року «Ле Конкеран», «Акерон» і «Ле Еро» вийшли з Тулона і супроводжували есмінець «Кассард» до Касабланки, досягнувши місця призначення 7 листопада. 21 квітня 1940 року корабель у супроводі есмінця «Торнадо» покинув Касабланку, через два дні досягши Орана.
Опівночі 8 листопада 1942 року кораблі Центральної десантної групи союзників встали на якір на відстані 8 миль від Федали. О 6:00 ранку десантно-висадочні засоби з американським десантом на борту вирушили в напрямку берега для висадки на узбережжя Французької Північної Африки, зайняте французькими військами уряду Віші.
Під час зіткнення з корабельним угрупованням морського десанту французькі підводні човни зазнали значних втрат: «Сібил» зник під час патрулювання між Касабланкою та Федалою; «Сіді-Ферух» і «Ле Тоннант» на виході з бухти Касабланки піддалися бомбардуванню американських літаків, зазнавши певних втрат і згодом затонули. «Ле Конкеран» був виявлений поблизу Дахли американськими патрульними протичовновими літаками «Каталіна» і затоплений унаслідок атаки глибинними бомбами з усім екіпажем.